# آلویس لئونیدز
آلویس لئونیدز (به انگلیسی: Alvis Leonides) یک موتور هواگرد شعاعی، نه سیلندر و هوا خنک بریتانیایی است که برای اولین بار توسط شرکت مهندسی و خودروسازی آلویس در سال ۱۹۳۶ ساخته شد.

## مشخصات فنی (لئونیدز)

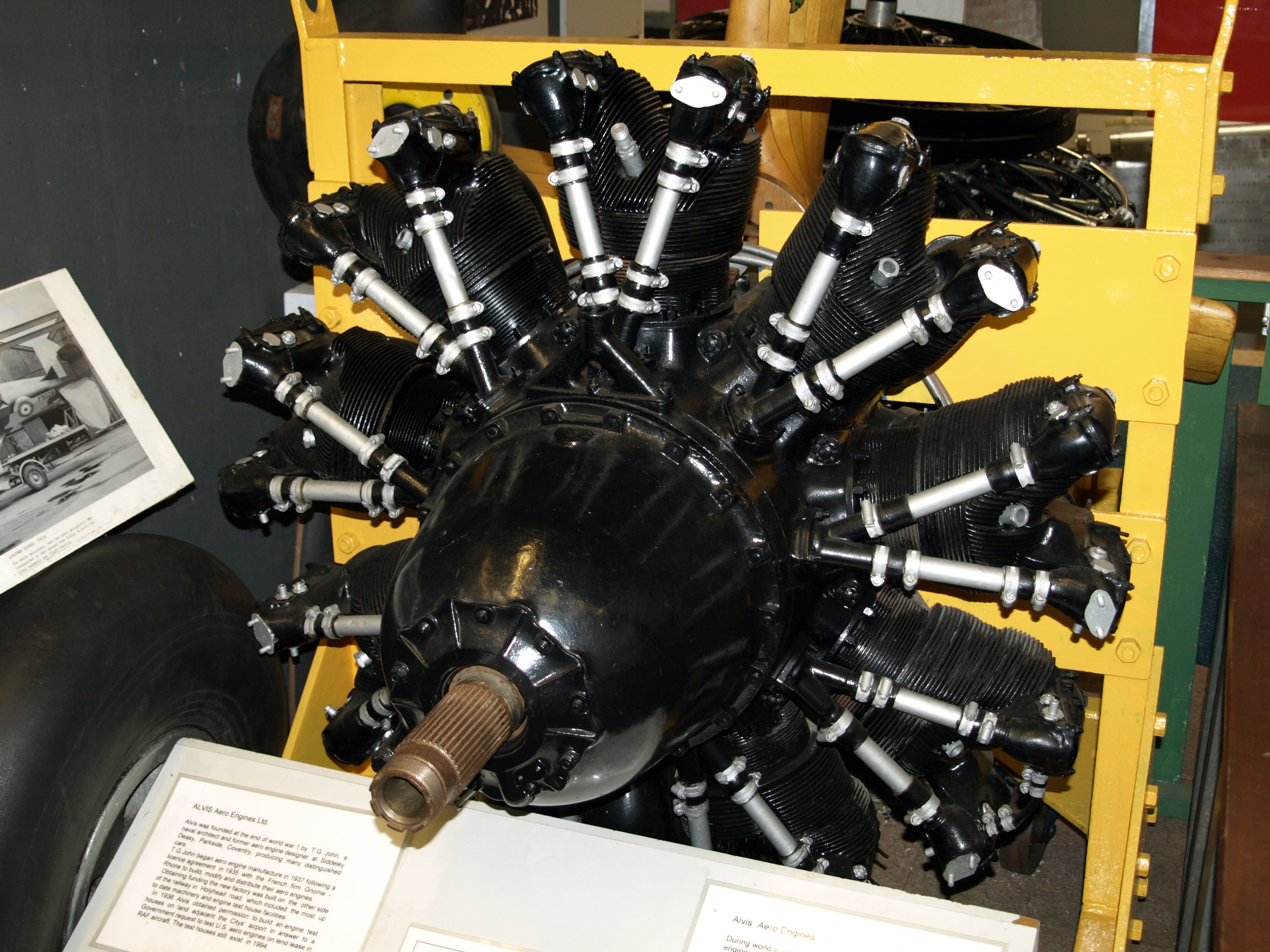
موتور شعاعی آلویس لئونیدس که در موزه هوای میدلند نگهداری می‌شود.

### خصوصیات عمومی
- نوع: موتور پیستونی شعاعی ۹ سیلندر، هوا خنک با سوپرشارژ.
- قطر سیلندر: ۴٫۸ اینچ (۱۲۲ میلی‌متر)
- کورس پیستون: ۴٫۴۱ اینچ (۱۱۲ میلی‌متر)
- حجم: ۷۱۸٫۶ اینچ مکعب (۱۱٫۸ لیتر)
- قطر: ۴۱ اینچ (۱٫۰۴ متر)
- وزن خالص: ۸۱۵ پوند (۳۷۰ کیلوگرم)

### اجزاء
- مجموعه سوپاپ: دو سوپاپ pushrod-actuated در هر سیلندر با سوپاپ اگزوز خنک‌شونده با سدیم.
- سوپرشارژر: تک سرعته، تک مرحله ای، افزایش فشار به طور خودکار به دریچه گاز متصل می‌شود.
- سامانهٔ سوخت‌رسانی: واحد تزریق سوخت تک نقطه ای هابسون.
- نوع سوخت: بنزین با اکتان ۱۱۵
- سامانهٔ روان‌کاری: Dry sump
- سامانهٔ خنک‌کاری: هواخنک.

### عملکرد
- توان خروجی: ۵۵۰ اسب بخار (۴۱۰ کیلوگرم)